# Елязиг
Елязиг (тур. Elazığ, курд. Xarpêt, Elezîz) раніше, Харберд (вірм. Խարբերդ) — місто та район на сході Туреччини у Східній Анатолії, столиця однойменної провінції. Згідно з переписом, населення міста становить 331 479 осіб, станом на 2010 рік.

## Етимологія
Місто має безліч різних варіантів назв. У вірменських і візантійських авторів: Харберд, Карберд (вірм. Քարբերդ, вірм. Կարբերդ), Карпут (вірм. Քարփութ), Карпоте. В арабів: Існ-Зіак, у турків — Мамурет-уль-Азіз (тур. Mamuretü'l-Aziz), Ель-Азіз (тур. El Aziz), Елязиг.

## Клімат
Клімат міста континентальний, характеризується холодною сніжною зимою та спекотним сухим літом.

## Відомі люди
- Садін Айїлдиз (1974) — генеральний консул Туреччини в Одесі.